# Clovis Piérard
Zéphyrin Clovis Piérard (Dinant, 18 november 1896 - Bergen, 12 augustus 1974) was een Belgisch senator.

## Levensloop
Piérard promoveerde tot doctor in de politieke en sociale wetenschappen en werd leraar. Hij doorliep een literaire en een politieke carrière.
Zijn politieke carrière begon hij als journalist en als directeur van de krant La Province de Mons. Hij werd gemeenteraadslid van Bergen en in maart 1946 werd hij liberaal provinciaal senator voor de provincie Henegouwen. Hij hield dit mandaat echter niet lang vol en nam al in april 1947 ontslag.
Officier tijdens de Eerste Wereldoorlog eindigde hij zijn militaire activiteiten met de graad van majoor. Tijdens de Tweede Wereldoorlog was hij actief in het Verzet.
Daarnaast was er zijn literaire carrière. Hij schreef vooral regionalistische teksten gewijd aan Wallonië. Hij was ook numismaat en interesseerde zich voor antieke munten en aan Europese munten van de 18de eeuw en vroeger.
Piérard was vrijmetselaar.

## Publicaties
- Souvenons-nous!, Pâturages, 1924.
- Au pied de la butte, Bergen, 1928.
- Le Musicisme de Jean Royère, Parijs, 1937.
- L'ermite de Resteigne. Un peu de folklore et de tourisme, Pâturages, 1938.
- Le docteur Valentin Van Hassel, Luik, 1938.
- Paul Heupgen, chasseur de 'Viéseries', Bergen, 1951.
- Une figure hennuyère: Gonzalès Decamps, 1852-1919, Luik, 1957.
- Auguste Houzeau de Lehaie, in: Biographie nationale de Belgique, T. XXXV, Brussel, 1969.